# معبر ساقية سيدي يوسف
معبر ساقية سيدي يوسف هو معبر حدودي على الحدود بين الجزائر وتونس ويقع بين ولاية سوق أهراس وولاية الكاف، ويستعمل المعبر لتبادل السلع وتنقل الأفراد.